# Produkt raspada
Produkt raspada (poznat i kao „potomak” ili „kćer”) u nuklearnoj fizici označava nuklid nastao radioaktivnim raspadom nekog atoma. Takvi nuklidi se nazivaju radionuklidi.
Radioaktivni raspad se često sastoji od slijeda koraka (lanac raspada). Na primjer, U-238 se raspada prvo na Th-234, koji se raspada na Pa-234, koji se dalje raspada sve do stabilnog Pb-206:
{\displaystyle {\mbox{U-238}}\rightarrow \overbrace {\underbrace {\mbox{Th-234}} _{\mbox{kcer U-238}}\rightarrow \underbrace {\mbox{Pa-234m}} _{\mbox{potomak U-238}}\rightarrow \ldots \rightarrow {\mbox{Pb-206}}} ^{\begin{array}{c}{\mbox{Produkti raspada U-238}}\end{array}}}
Većina produkata raspada atoma su i sami radioaktivni. To znači da radioaktivni nuklidi nemaju samo jedan jedini produkt raspada, već tačnije čitav lanac produkata raspada, gdje posljednji nuklid u lancu može biti stabilan. Za tvari koje imaju veći atomski broj od olova, posljednji stabilni nuklid je skoro uvijek izotop olova.
Svaki nuklid-roditelj se spontano raspada na nuklide-potomke. U velikom broju slučajeva, izotopi u lancu produkata raspada su daleko više radioaktivni nego originalni nuklid-roditelj. Primjer je uranijum, koji u svojoj čistoj formi nije opasno radioaktivan. Vrste stijena gdje se uran prirodno nalazi ipak mogu biti opasne po zdravlje, jer se tu jedan dio urana već raspao na radijum.